# NGC 833

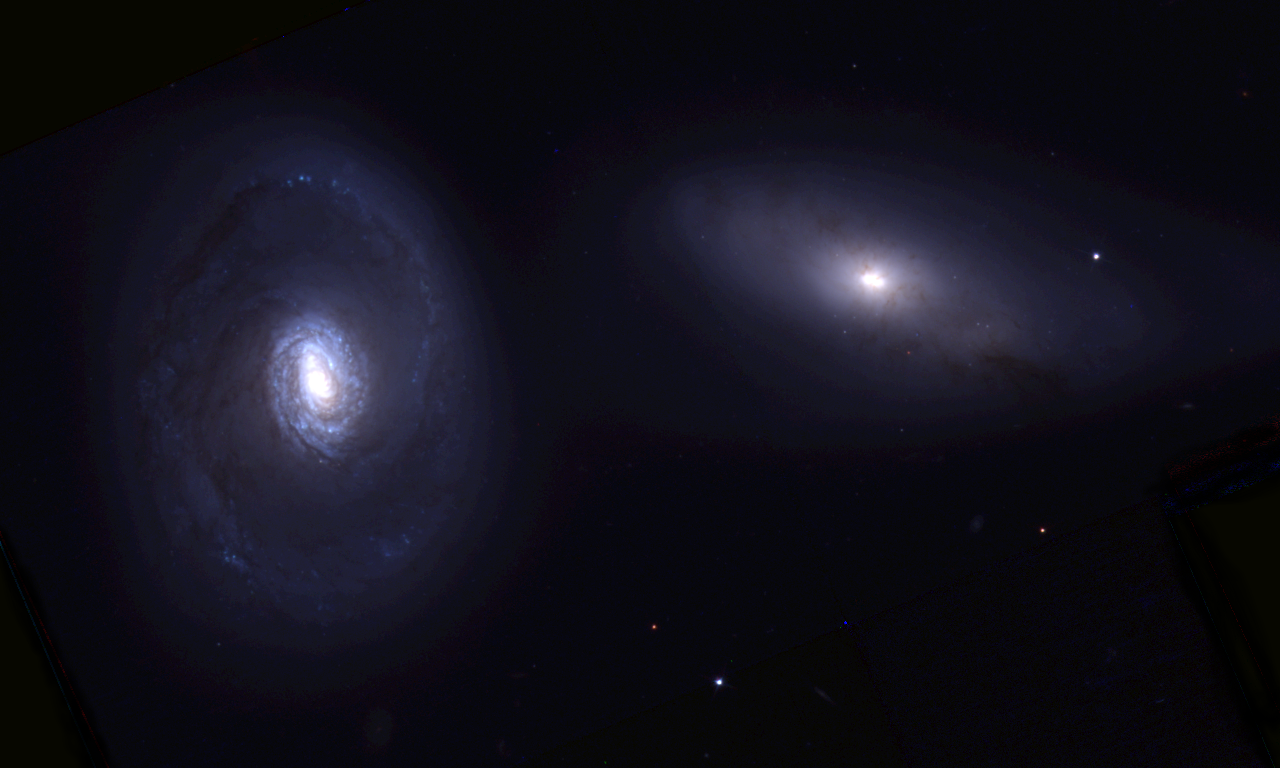
NGC 833 et NGC 835 par le télescope spatial Hubble. (NASA/ESA Hubble Space Telescope)

NGC 833 est une galaxie spirale située dans la constellation de la Baleine. NGC 833 a été découverte par l'astronome germano-britannique William Herschel en 1785.

## Caractéristiques
Sa vitesse par rapport au fond diffus cosmologique est de 3 603 ± 18 km/s, ce qui correspond à une distance de Hubble de 53,14 ± 3,73 Mpc (∼173 millions d'al).
La classe de luminosité de NGC 833 est I et elle présente une large raie HI. C'est aussi est une galaxie LINER, c'est-à-dire une galaxie dont le noyau présente un spectre d'émission caractérisé par de larges raies d'atomes faiblement ionisés. Enfin, NGC 833 est une galaxie active de type Seyfert 2.

## Groupe de NGC 835

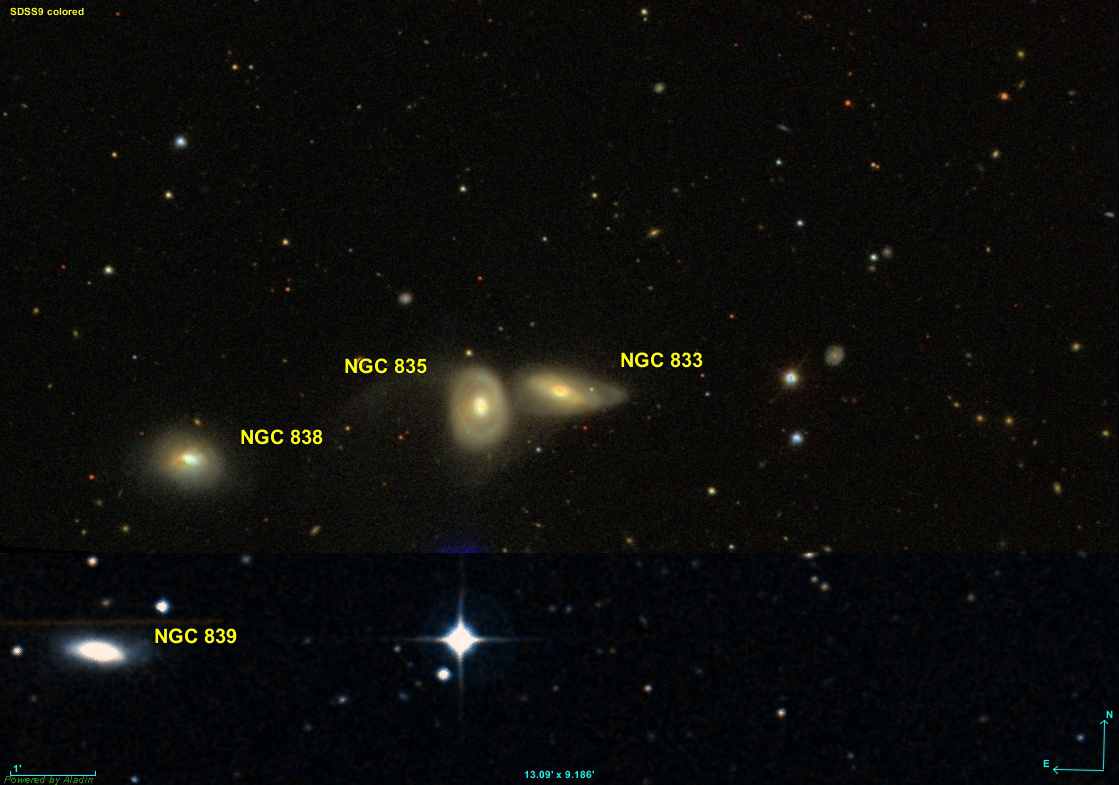
NGC 833 et ses voisines

NGC 833 fait partie du groupe de NGC 835. Outre NGC 833 et NGC 835, les autres galaxies du groupe sont NGC 838, NGC 839, NGC 848, NGC 873, et MCG -2-6-19. NGC 833 fait aussi partie du groupe compact de Hickson HCG 16 avec les galaxies NGC 835, NGC 838 et NGC 839.

### Paire de galaxies en interaction
NGC 833 et NGC 835 forment une paire de galaxies en interaction gravitationnelle.